# Joseph Joffre
Joseph Jacques Césaire Joffre (12 de janeiro de 1852 — 3 de janeiro de 1931) foi um general francês.
Comandou o exército francês na Primeira Guerra Mundial, durante os anos de 1914 a 1916. Tornou-se conhecido principalmente pela retirada do Exército Aliado e pela derrota alemã na Primeira batalha do Marne em 1914. Por causa de sua popularidade, recebeu o apelido de Papa Joffre.
Sua posição política diminuiu após ofensivas malsucedidas em 1915, o ataque alemão a Verdun em 1916 e os resultados decepcionantes da ofensiva anglo-francesa no Somme em 1916. No final de 1916, foi promovido a marechal da França, a primeira elevação desse tipo sob a Terceira República, e passou a um papel consultivo, do qual se demitiu rapidamente. Mais tarde na guerra, ele liderou uma importante missão para os Estados Unidos.
A 30 de Novembro de 1918 foi agraciado com a Grã-Cruz da Ordem Militar de Sant'Iago da Espada e a 20 de Abril de 1921 foi agraciado com a Grã-Cruz da Ordem Militar da Torre e Espada, do Valor, Lealdade e Mérito de Portugal.

## Galeria

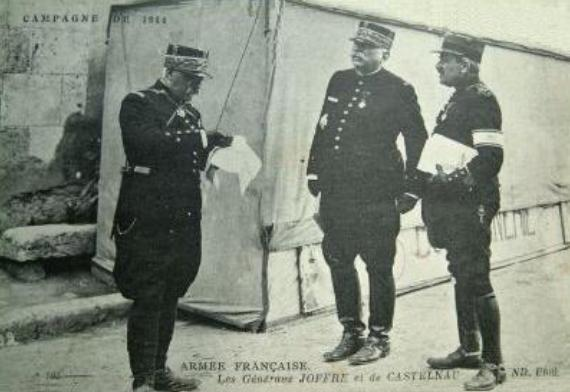
Générals de Castelnau (esquerda) e Joffre (centro),
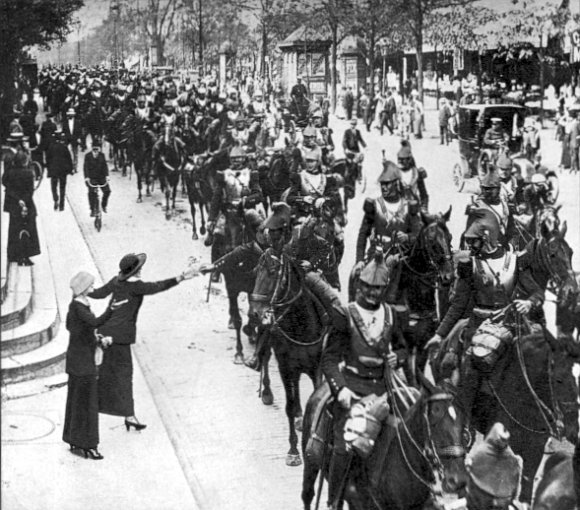
Cavalaria pesada francesa , com armadura, desfilando em Paris antes de seguir para a frente em agosto de 1914
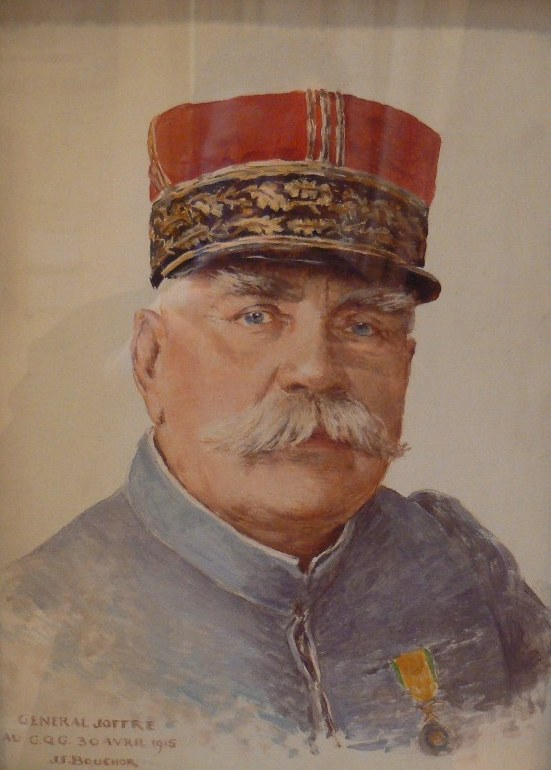
Le Général Joseph Joffre (musée Carnavalet)
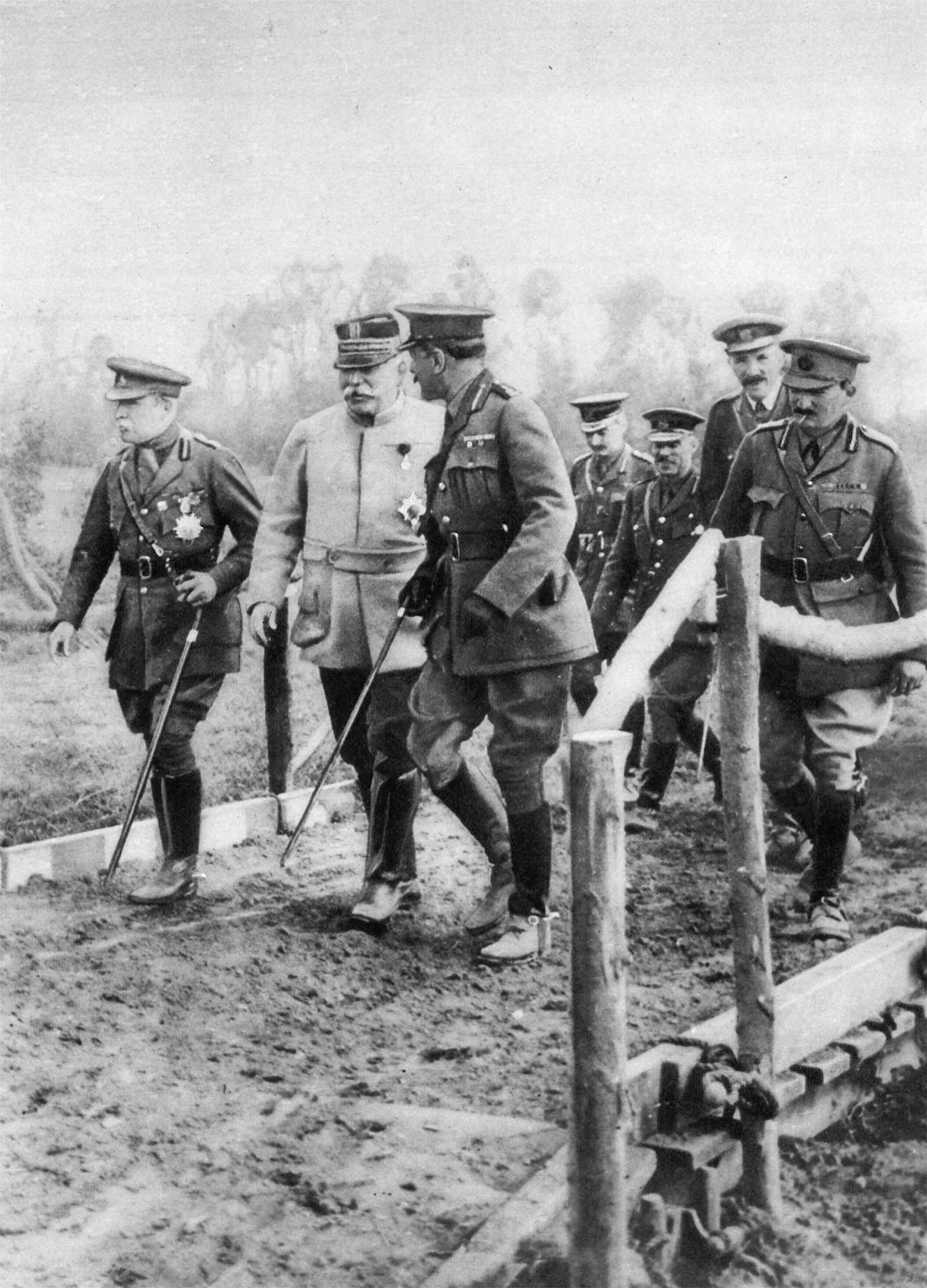
Joffre com os generais britânicos French e Haig na Frente Ocidental em 1915
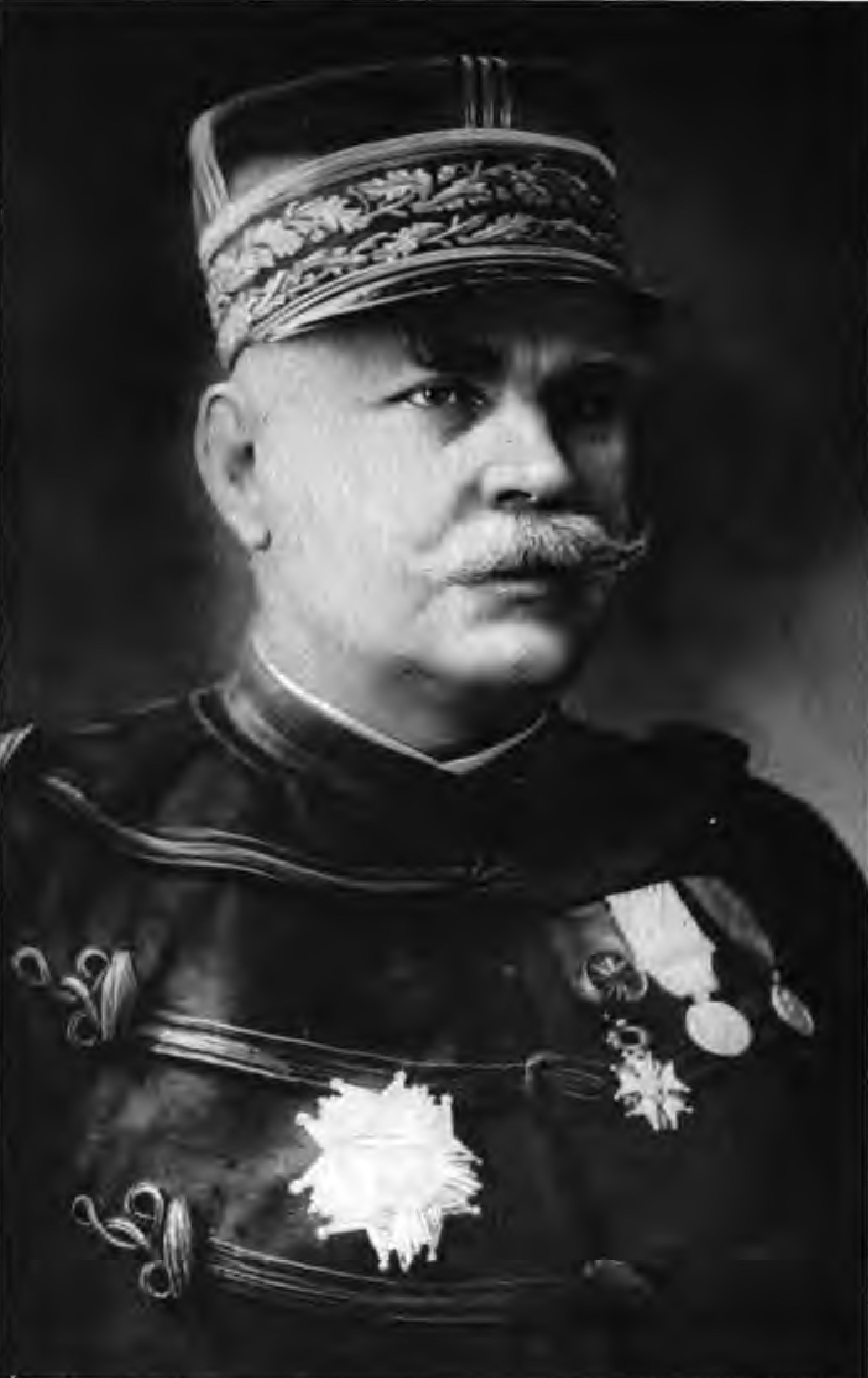
Retrato de Joseph Joffre
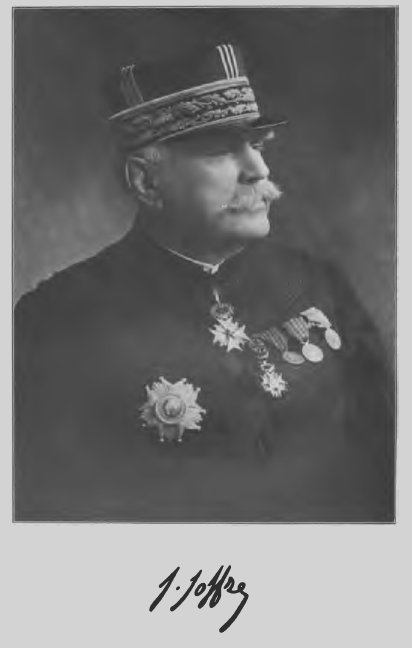
J.Joffre e sua assinatura
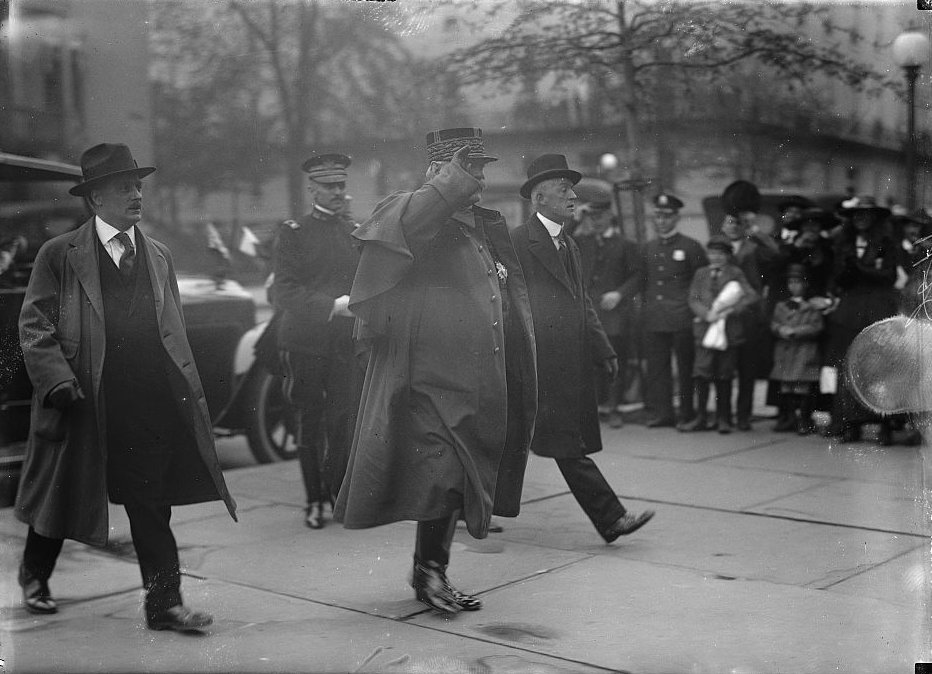
Joffre nos Estados Unidos em 1917
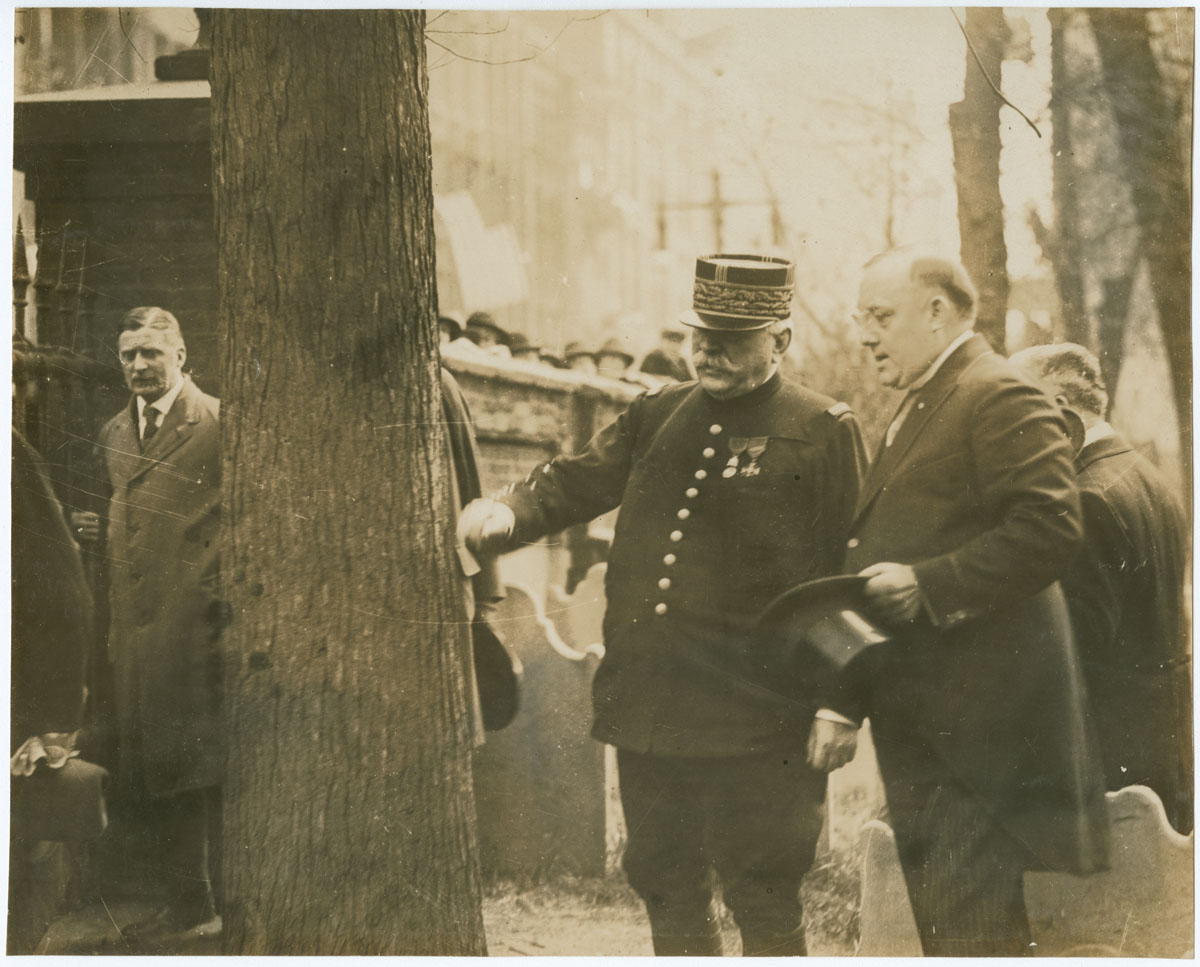
Joffre no túmulo de Benjamin Franklin em 1917
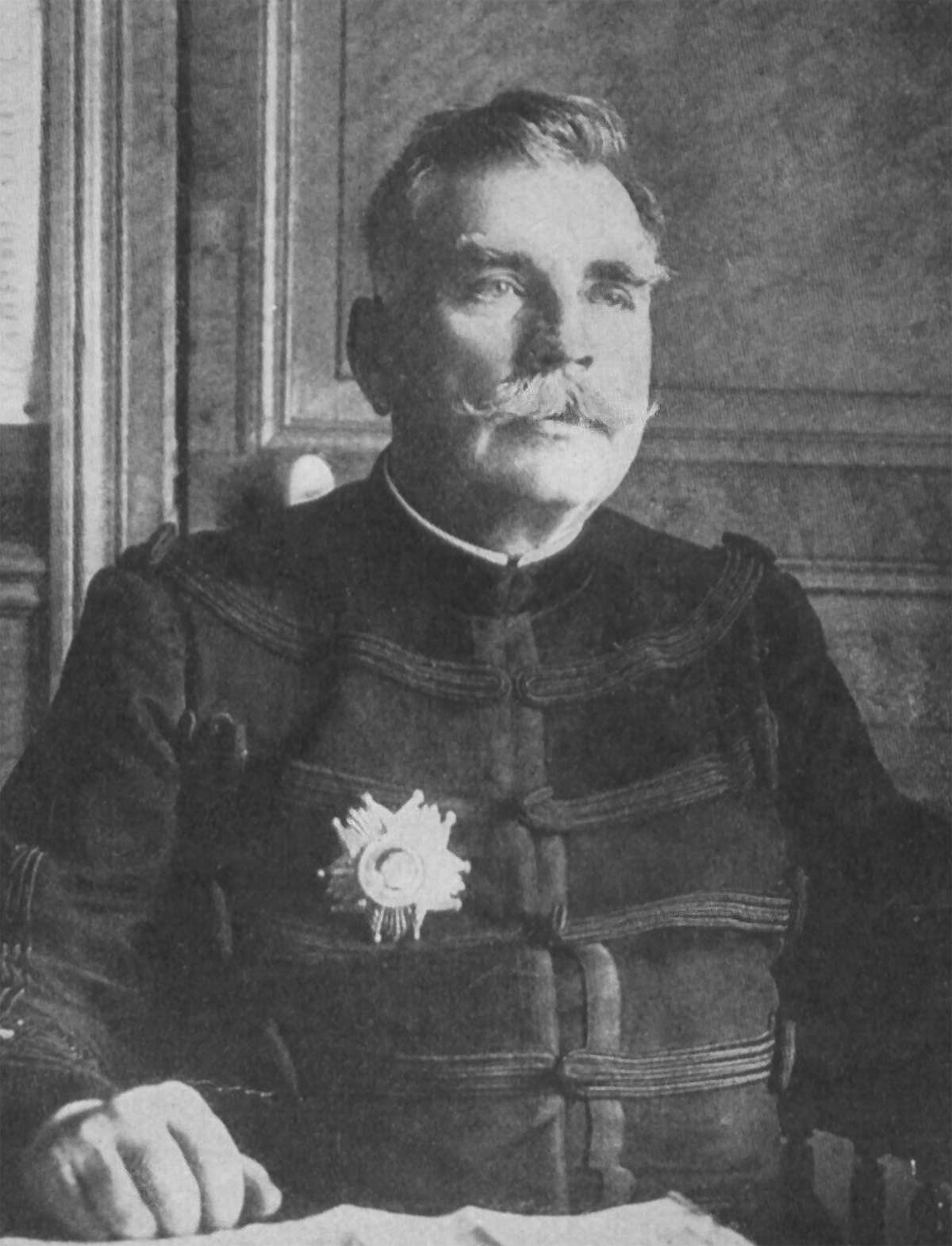
Marechal da França, Joseph Joffre
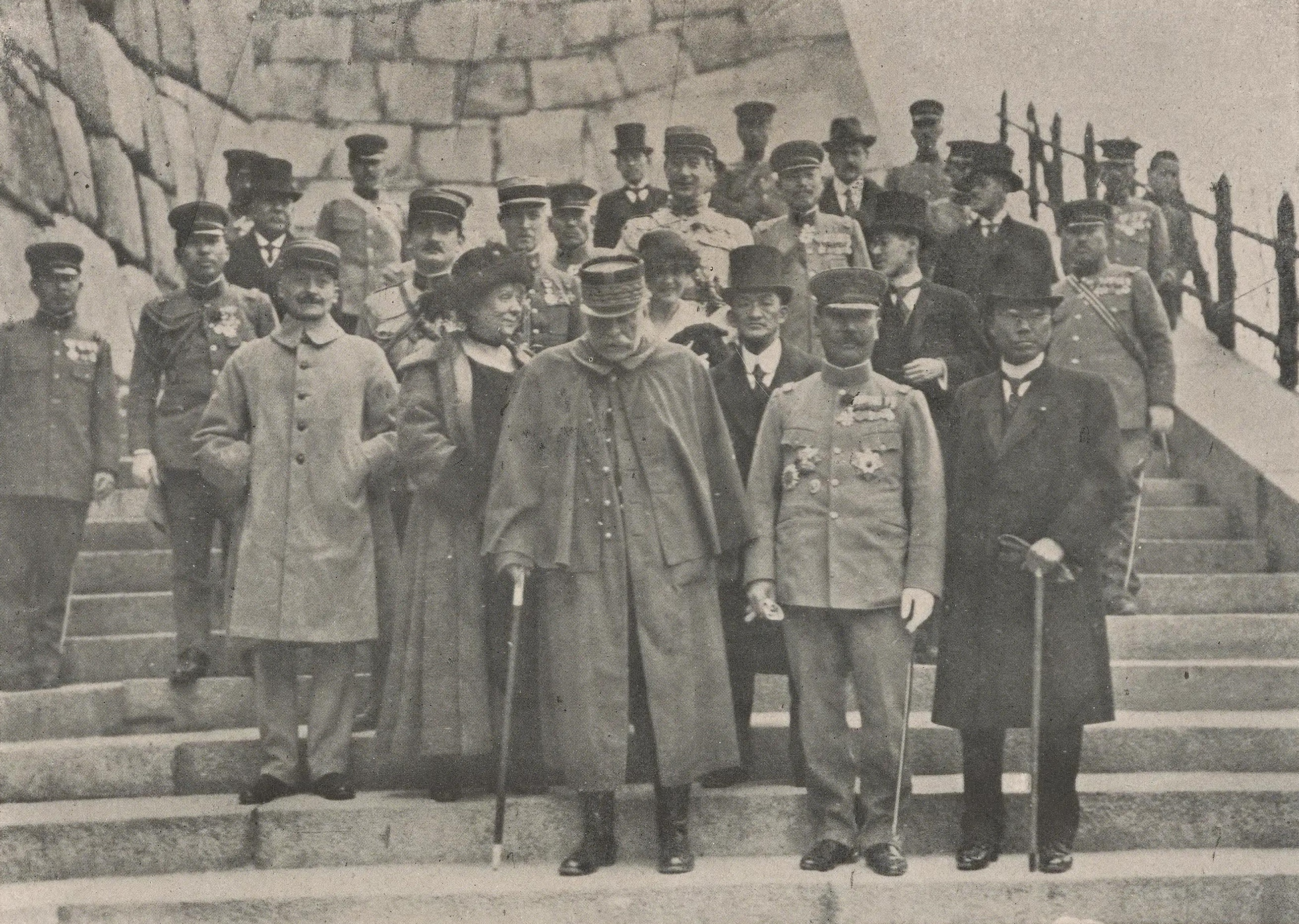
Joffre no Castelo de Osaka em 1922
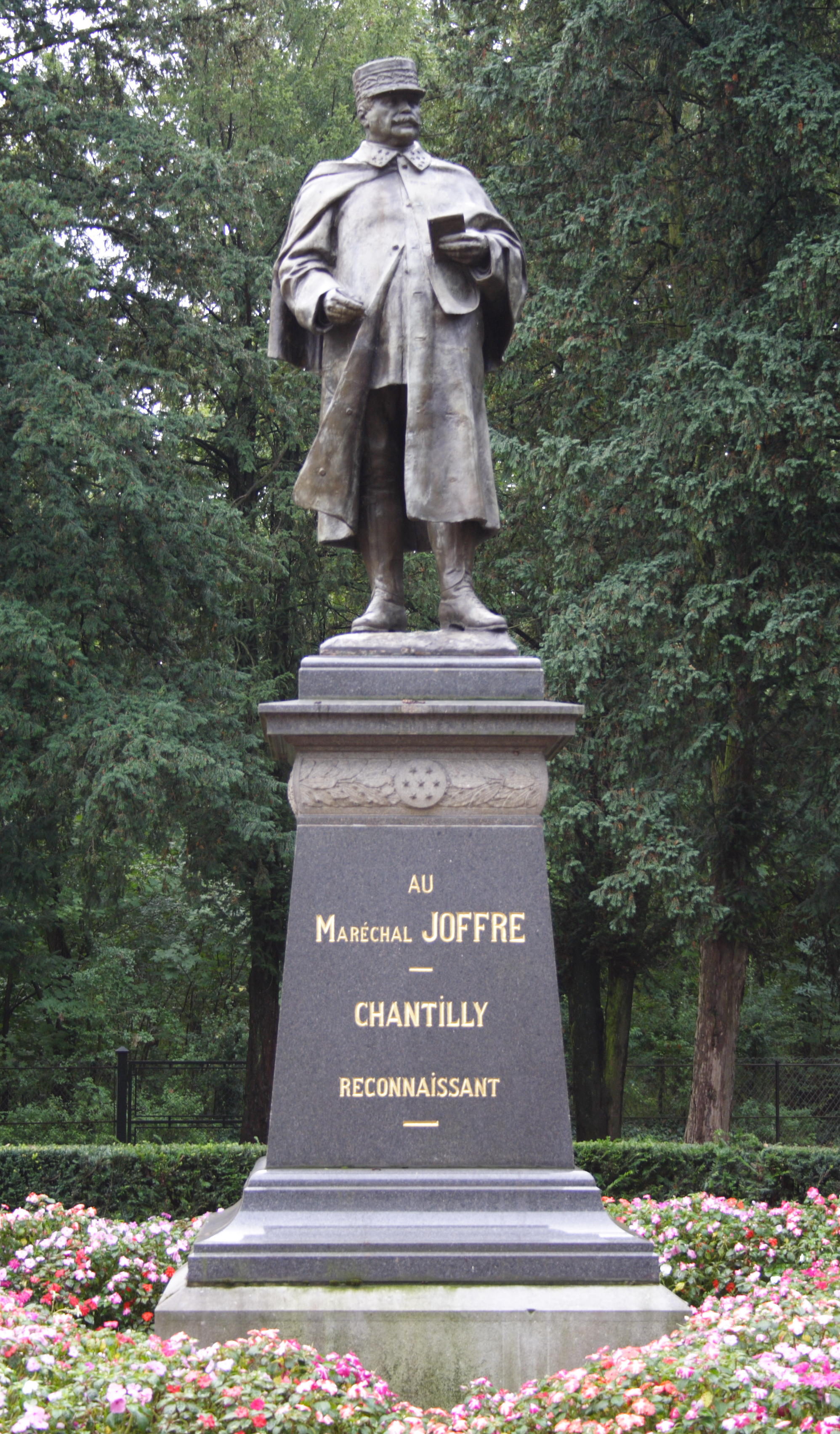
Estátua de Joffre em Chantilly, erguida em 1930